# Javier Gómez-Navarro
Javier Gómez-Navarro Navarrete (ur. 13 września 1945 w Madrycie, zm. 29 sierpnia 2024) – hiszpański polityk, przedsiębiorca i działacz gospodarczy, w latach 1993–1996 minister handlu i turystyki.

## Życiorys
Po ukończeniu szkoły średniej prowadzonej przez jezuitów studiował inżynierię chemiczną w Escuela Superior Técnica w Madrycie. Pracował w firmie konsultingowej Fraser Española, a od 1976 jako menedżer w czasopiśmie kulturalnym „Cuadernos para el Diálogo”. Następnie zawodowo związany z branżą wydawniczą, m.in. jako założyciel magazynu podróżniczego „Viajar”. W międzyczasie od 1979 do 1983 był dyrektorem zarządzającym fundacji Fundación José Ortega y Gasset. W 1980 był inicjatorem międzynarodowych targów turystycznych FITUR. W 1983 objął stanowisko prezesa przedsiębiorstwa turystycznego Viajes Marsans.
Jako polityk związany z Hiszpańską Socjalistyczną Partią Robotniczą (PSOE). W 1987 powołany na stanowisko sekretarza stanu do spraw sportu w hiszpańskim rządzie, został jednocześnie przewodniczącym Consejo Superior de Deportes, państwowej radzie do spraw sportu. Funkcję tę pełnił do 1993, w trakcie jego urzędowania w Barcelonie miały miejsce Letnie Igrzyska Olimpijskie 1992, utworzono również krajową komisję antydopingową. Od lipca 1993 do maja 1996 sprawował urząd ministra handlu i turystyki w czwartym rządzie Felipe Gonzáleza.
Po odejściu z administracji publicznej założył prywatną firmę doradczą MBD. Członek różnych organizacji gospodarczych i sportowych. W 2005 został przewodniczącym rady głównej izb handlowych, którą kierował do 2014.